# WWE Raw 25 Years
WWE Raw 25 Years (traducible al español como WWE Raw 25 años) fue un especial de televisión que se transmitió en vivo el 22 de enero de 2018, transmitido en el canal televisivo estadounidense USA Network como el 25° aniversario del show insignia de WWE, Raw.
El evento se llevó a cabo en dos lugares diferentes de Nueva York: el Barclays Center en Brooklyn y el Manhattan Center en Manhattan. El evento presentó varios miembros del Salón de la Fama de WWE así como leyendas del pasado.
Raw se emitió por primera vez el 11 de enero de 1993, y desde entonces se convirtió en el programa episódico semanal de mayor duración en la historia de la televisión sin repeticiones. El 30 de octubre de 2017 WWE anunció que Raw celebraría su 25° aniversario el 22 de enero de 2018.

## Evento

### Combates no televisados
Antes y durante el evento, hubo una serie de combates no televisados para la multitud en vivo que asistió. El primer combate en el Barclays Center fue Goldust derrotando a Curt Hawkins y luego mostró a Gran Metalik y Kalisto derrotando a Jack Gallagher y a TJP . En el Manhattan Center, Mustafa Ali derrotó a Lince Dorado y Akira Tozawa y Hideo Itami derrotaron a Drew Gulak y Tony Nese.

### Combates preliminares
En el primer combate en el Barclays Center, Asuka, Bayley, Mickie James y Sasha Banks derrotaron a Absolution (Mandy Rose y Sonya Deville), Alicia Fox y Nia Jax. Banks ejecutó el Bank Statement en Fox. Después del combate, Asuka arrojó a sus compañeras sobre la cuerda superior y celebró sola.
En el segundo combate, The Miz luchó contra Roman Reigns. Miz ejecutó el Skull Crushing Finale en Reigns, venciendo por pinfall y ganando el Campeonato Intercontinental por octava vez.
En el primer combate en el Manhattan Center, Bray Wyatt derrotó a Matt Hardy.

### Eventos estelares
En el evento principal en el Barclays Center, Heath Slater y Rhyno se enfrentaron a Titus Worldwide (Titus O'Neil y Apollo Crews) en un combate por equipos. Durante el combate, los equipos se atacaron entre sí hasta que The Dudley Boyz llegaron. O'Neil, Crews y Rhyno lanzaron a Slater al ring. Bubba Ray y D-Von le dieron a Slater el Whassup? antes de ejecutar un 3D a Slater a través de una mesa.
Más tarde en el Manhattan Center, D-Generation X, Razor Ramon y The Bálor Club (Finn Bálor, Luke Gallows y Karl Anderson) parecieron celebrar el 25º aniversario y darles un "Too Sweet" hasta que The Revival (Dash Wilder y Scott Dawson) apareció, lo que llevó a una lucha por equipos entre Gallows y Anderson y The Revival. Gallows y Anderson ejecutaron el Magic Killer en Wilder venciendo por pinfall. Después del combate las leyendas y el Bálor Club los atacaron y celebraron. Después del show, The Miz insultó a DX, resultando en que la mitad de los Campeones por equipos de Raw, Seth Rollins luego apareciera y atacara a Miz con el Curb Stomp, antes de celebrar con Triple H y agradecer a los fanáticos.
En el Barclays Center, el evento terminó con Angle (acompañado de varias leyendas y superestrellas) presentando a Braun Strowman, Kane y Brock Lesnar. Los tres luchadores se pusieron a pelear y Strowman arrojó a Lesnar contra la mesa de transmisión.

## Segmentos
Como parte del aniversario de Raw, se dieron diversos segmentos televisados muy entretenidos en ambos sitios, donde luchadores de Raw y SmackDown compartían escenario y cámaras con antiguos luchadores y leyendas de WWE.

### Segmentos en el Barclays Center
- El evento se inauguró en el Barclays Center con Vince McMahon y sus hijos Stephanie y Shane celebrando el 25° Aniversario de Raw, donde Stephanie y Shane le obsequiaron una placa conmemorativa y a pesar de que Vince se elogiaba a sí mismo, fue interrumpido por Stone Cold Steve Austin quien apareció para aplicarle un Stunner a Shane y posteriormente hacer lo mismo a Vince.
- En el despacho de Kurt Angle, se encontraba Angle en compañía de Jonathan Coachman, quien hacía su regreso a WWE. A esto, se añadieron Teddy Long, Harvey Wippleman, The Brooklyn Brawler, Brother Love y finalmente The Boogeyman.
- En el ringside, se hizo la presentación de los antiguos gerentes generales de Raw John Laurinaitis, William Regal y Eric Bischoff quien hacía su regreso después de 9 años. A esto se suma la presencia del gerente general de SmackDown Daniel Bryan pero fue interrumpido por The Miz quien iba a luchar contra Roman Reigns.
- Tras bastidores, Elias se encontró con Chris Jericho quien hacía su regreso, donde después de un careo con guitarras, anotó a Elias en su "lista".
- Durante una entrevista de Charly Caruso a la Campeona femenina de Raw Alexa Bliss, apareció la Campeona femenina de SmackDown Charlotte Flair presentando a su padre Ric Flair.
- Christian hizo su regreso haciendo presentación de su clásico segmento "The Peep Show", donde entrevistó a los Campeones en Parejas de Raw Seth Rollins y Jason Jordan pero fueron interrumpidos por Cesaro & Sheamus, quienes empezaron a burlarse de Jordan y este los atacó pero por accidente, Rollins hizo su «Diving high knee» sobre Jordan.
- Asimismo, Elias hizo su segmento musical, presentando de entre el público a Jimmy Fallon, pero fue interrumpido por John Cena, lo que llevó a Elias a atacar a Cena con un golpe bajo y posteriormente golpeándolo con su guitarra en la espalda.
- En pasillos, Mark Henry tuvo un encuentro con The Godfather, quien se encontraba con su esposa.
- Posteriormente, Chris Jericho tuvo una entrevista donde también se encontraban Tom Phillips, Mike Rome y Cathy Kelley por lo que, Jericho procedió a anotar a todos los entrevistadores de WWE en su "lista".
- Finalmente, se dio presentación de algunas de las luchadoras y figuras femeninas de WWE que fueron parte de la historia de Raw. Entre ellas estuvieron The Bella Twins (Nikki y Brie), Maryse, Kelly Kelly, Lilian García, Jacqueline, Torrie Wilson, Michelle McCool, Terri Runnels, Maria Kanellis y Trish Stratus.
- En una entrevista por parte de Charly Caruso al Campeón de la WWE AJ Styles, Styles presentó a su entrevistador especial: "Mean" Gene Okerlund.
- Tras bastidores, aparecieron APA (JBL y Ron Simmons) jugando póker con Heath Slater (quien estaba acompañado por Rhyno). Durante la transmisión, este fue el segmento más largo en el cual, se añadieron varios luchadores y leyendas al juego.
  - En la primera ronda, Ted DiBiase Sr. tomó parte del juego inicial con Slater, Simmons y JBL.
  - En la segunda ronda, se añadieron Jeff Hardy, MVP y los Campeones en Parejas de SmackDown The Usos (Jimmy y Jey Uso). donde MVP ganó el juego.
  - En la tercera ronda, se añadieron Titus O'Neil (junto a Apollo Crews y Dana Brooke) y Natalya, donde esta última salió ganadora.
  - En la última ronda, se incluyó Xavier Woods (junto a Big E y Kofi Kingston) donde Slater creyó haber ganado. Tras esto, Titus lo recriminó por hacer trampa pero JBL y Simmons sugirieron definir el pleito en una lucha, la cual se llevó a cabo al final del evento. Finalmente, quien ganó la ronda fue DiBiase por lo que Simmons terminó el segmento con su clásico ¡DAMN!.

### Segmentos en el Manhattan Center
- En el Manhattan Center, el evento se inauguró con la aparición de The Undertaker. Durante su discurso, habló sobre los grandes rivales que tuvo en su carrera (algunos como Stone Cold Steve Austin, Mick Foley y Kane) y que todos ellos fueron derrotados por él, por lo que continuaría de esa forma.
- Después del combate entre Wyatt y Matt, Jeff Hardy reapareció para alentar a su hermano Matt, cantando "Obsolete" (canción de The Broken Hardys).
- Para finalizar el evento de manera general, se presentaron DX (Triple H, Shawn Michaels, Road Dogg, Billy Gunn y X-Pac) y Razor Ramon para luego presentar a The Bálor Club (Finn Bálor, Luke Gallows & Karl Anderson). pero fueron interrumpidos por The Revival (Dash Wilder & Scott Dawson). Al finalizar la lucha, DX y Bálor atacaron a Wilder y Dawson, y para celebrar, todos hicieron el ademán del "Too Sweet".

## Resultados

### Barclays Center
- Dark match: Goldust derrotó a Curt Hawkins.
  - Goldust cubrió a Hawkins.
- Dark match: Gran Metalik & Kalisto derrotaron a TJP & Jack Gallagher.
  - Kalisto cubrió a TJP.
- Asuka, Bayley, Mickie James & Sasha Banks derrotaron a Mandy Rose, Sonya Deville, Alicia Fox & Nia Jax (con Paige) (12:05).
  - Banks forzó a Fox a rendirse con un «Bank Statement».
  - Después de la lucha, Asuka arrojó a sus compañeras sobre la cuerda superior y celebró sola, esto en alusión al Royal Rumble femenino.
- The Miz (con Bo Dallas & Curtis Axel) derrotó a Roman Reigns y ganó el Campeonato Intercontinental (12:25).
  - The Miz cubrió a Reigns después de un «Skull Crushing Finale».
  - Durante la lucha, Dallas & Axel interfirieron a favor de The Miz.
- Heath Slater & Rhyno y Titus Worldwide (Apollo Crews & Titus O'Neil) (con Dana Brooke) terminaron sin resultado (5:32).
  - La lucha terminó sin resultado luego de que ambos equipos se atacaran mutuamente.
  - Después de la lucha, The Dudley Boyz atacaron a Slater con un «Whassup?» y le aplicaron un «3D» a través de una mesa.

### Manhattan Center
- Dark match: Mustafa Ali derrotó a Lince Dorado (5:15).
  - Ali cubrió a Dorado.
- Dark match: Akira Tozawa & Hideo Itami derrotaron a Drew Gulak & Tony Nese (3:16).
  - Itami cubrió a Nese.
- Bray Wyatt derrotó a Matt Hardy (5:55).
  - Wyatt cubrió a Matt después de un «Sister Abigail».
- Luke Gallows & Karl Anderson (con Finn Bálor, Razor Ramon, Triple H, Shawn Michaels, Road Dogg, Billy Gunn & X-Pac) derrotaron a The Revival (Dash Wilder & Scott Dawson) (1:50).
  - Anderson cubrió a Wilder después de un «Magic Killer».
  - Antes de la lucha, The Revival atacaron a Gallows & Anderson.
  - Después de la lucha, Bálor, Ramon & DX atacaron a The Revival y celebraron en el ring con el público.

## Controversias y acontecimientos posteriores
Los asistentes a la parte del evento realizada en el Manhattan Center se sintieron defraudados por la planificación que WWE tenía para el evento. El local en Manhattan no fue provisto con pantallas adecuadas por lo que los asistentes no pudieron ver lo que estaba pasando en el Barclays Center y por ende tuvieron mucho tiempo muerto. Y aunque WWE hizo que sucedieran luchas no televisadas para que los aficionados del mítico inmueble no se aburrieran, ellos sintieron que fueron relegados con luchas de poca relevancia, lo que causó que pidieran a gritos el reembolso de las entradas. Incluso los legendarios comentaristas de Raw, Jim Ross y Jerry “The King” Lawler optaron por dormir un rato.
Durante el evento, el campeón de peso crucero de la WWE, Enzo Amore, fue suspendido debido a una violación de la política de tolerancia cero de la WWE en asuntos relacionados con el acoso sexual y la agresión sexual. WWE publicó una declaración indicando que permanecerá suspendido "hasta que el asunto fuera resuelto". 15 minutos después de que finalizara el programa, Amore fue despedido por la WWE y el Campeonato Crucero fue dejado vacante. Al día siguiente, el gerente general de SmackDown, Daniel Bryan, anunció que Amore no formaba parte del elenco y que 205 Live recibiría un nuevo gerente general en pantalla, el cual más tarde se reveló que era Drake Maverick, anteriormente conocido como Rockstar Spud en Impact Wrestling. Maverick anunció un torneo de 16 participantes para coronar a un nuevo campeón en WrestleMania 34.